# Birgitta Knape
Birgitta Knape, född 15 juli 1912 i Gamlakarleby, död 14 mars 2000, var en finländsk oftalmolog.
Knape, som var dotter till läkaren Ernst V. Knape och Sigrid Engström, blev student 1932, medicine kandidat 1935, medicine licentiat 1943, och specialist i ögonsjukdomar 1948. Hon företog studieresor till Schweiz 1953, USA 1954 och Sverige 1959. Hon var biträdande lärare vid Helsingfors allmänna sjukhus ögonavdelning 1952–1955, blev underläkare vid Helsingfors universitets ögonklinik 1955 och var specialist vid Helsingfors universitetscentralsjukhus ögonavdelning 1958–1975. 
Knape var tillförordnad kommunläkare, fabriksläkare och tillförordnad underläkare vid Östanlid sanatorium 1939–1945, underläkare vid Diakonisshemmets ögonavdelning i Uleåborg 1945, vid Stengårds sjukhus ögonavdelning 1946 och 1951. Hon bedrev privat praktik från 1947. Hon var ordförande i Finland ögonläkarförening 1960–1961. Hon skrev vetenskapliga publikationer i Finska läkarsällskapets handlingar, Acta ophtalmologica, Finlands Läkartidning och populärvetenskapliga artiklar samt var referent för Acta ophtalmologica till Nordisk Medicin 1949–1957.